# 地球防衛軍4
『地球防衛軍4』は、ディースリー・パブリッシャーが販売するXbox 360およびPlayStation 3用3Dアクションシューティングゲーム。開発はサンドロットが担当する。略称は『EDF4』。『地球防衛軍3』の発売から7年ぶりの正式な続編となる。本稿ではパワーアップ版の『地球防衛軍4.1 THE SHADOW OF NEW DESPAIR』、および移植作品や、スピンアウト作品の『地球防衛軍4.1 WINGDIVER THE SHOOTER』、アプリゲーム、小説作品を扱う。

## 概要
本作は『地球防衛軍3』の続編で、ストーリーは地続きとなっている。
2013年7月4日に「地球防衛軍4」というタイトルで販売開始。海外では2014年2月に『EARTH DEFENSE FORCE 2025』というタイトルで発売された。2014年9月26日に販売本数32万本（世界累計では約45万本）を突破したことが明らかにされた。また2013年にPS Storeで販売されたゲームの人気ランキングで総合8位、PS3部門2位にランクインした。
2015年4月2日にアップグレード版の『地球防衛軍4.1 THE SHADOW OF NEW DESPAIR』（EDF4.1）が発売された。海外版タイトルは『EARTH DEFENSE FORCE 4.1 The Shadow of New Despair』となり、今作をもって海外版のタイトルも日本版のナンバリングに統一される形となった。多くの要素が追加されており、巨大ロボと巨大怪獣の戦いを描く追加ミッションや、半数以上のミッションの改変、各兵科の強化、グラフィックの向上がなされている。日本国内向けにも今作よりPC（Steam）版の配信が正式に行われるようになった。
2016年12月26日にはエスカドラより、アプリゲームとして『TAP WARS: 地球防衛軍4.1』が配信開始。2019年9月20日にサービス終了。
2018年2月17日にはポニーキャニオンよりEDF4およびEDF4.1の世界観を基にした『小説「地球防衛軍 ラムダチームの戦い」』が発刊。
2018年4月26日にはスピンアウト作品としてクラウズとギガ連射が共同開発した『地球防衛軍4.1 ウイングダイバー・ザ・シューター』が発売された。
2022年12月22日にはEDF4.1のNintendo Switch移植版の『地球防衛軍4.1 for Nintendo Switch』（EDF4.1FNS）が発売された。Nintendo Switchへの移植は『地球防衛軍2 for Nintendo Switch』、『地球防衛軍3 for Nintendo Switch』に続く3作目となっている。

## ゲーム概要
前作の『地球防衛軍3』で選択できる兵科は陸戦兵のみで、追加要素が加えられた移植作品の『地球防衛軍3 PORTABLE』でも陸戦兵とペイルウイングの2つから兵科を選択する形であった。本作では陸戦兵やペイルウイングの特徴を引き継ぐ「レンジャー」と「ウイングダイバー」に加えて、味方に支援砲撃やビークルの投下を要請して戦う「エアレイダー」と、強化外骨格により両手に武器を持って戦う「フェンサー」が追加され、ナンバリングタイトルでは初の4兵科体制となった。ミッション総数は過去作と比較して最も多く、武器も700種類以上におよぶ。
新要素として、最大4人でのオンライン協力プレイモードが追加された。オフラインミッションの他に、オンライン限定ミッションが用意されている。戦闘不能の仲間プレイヤーの救助を自身のアーマー耐久値の半分を相手に渡すことで可能なほか、テキストチャット（キーボード、定型文共に対応）やボイスチャットを用いたプレイヤー同士のコミュニケーションや、敬礼などの姿勢をとるアピールモーション機能も備えられている。

## 『地球防衛軍4.1』での追加要素
既存ミッションの約半数がリニューアルされた。EDF4では登場しなかった怪生物エルギヌスが登場し、その対抗手段として巨大怪物と対等に対決できる巨大ロボの歩行要塞バラムが実装された。また、地底は何も見えないほど暗くなり、兵士のヘルメットに装着されたライトで暗闇を照らしながら進むようになった。EDF4では登場しなかった新種の敵として数々の変異体が追加されたほか、味方NPCの車両兵器が戦闘に参加するようになったり、指揮下に入れた味方NPCの体力が表示されるようになった。
テキストチャットにも変更が加えられた。EDF4ではオンライン限定の要素だったが、EDF4.1ではオフラインでもテキストチャットやアピールモーションが可能となり、指揮下のNPC隊員も一緒に歌を歌ったり、アピールモーションを取るようになった。また、コントローラーのタッチパッドによってあらかじめ設定した定型文やテキストを素早く繰り出せるようになった。

## ストーリー
2017年、人類は地球外生命体「フォーリナー」と接触した。巨大生物や未知の科学技術を有する巨大破壊兵器によって地球侵略を開始したフォーリナーに対し、対抗する「連合地球軍（EDF）」は壊滅寸前にまで陥る。日本では残存していたEDFのストーム1らがマザーシップを攻撃し、撃墜に成功したためフォーリナーの船団は地球から撤退していった。その後、一年をかけて世界各地で巨大生物掃討作戦が展開され、アリゾナにて最後の巨大生物が倒されたことでフォーリナーとの戦いは終わりを告げたかに見えた。
それから7年が経過した2025年6月28日。フォーリナーが残したテクノロジーを取り入れながら復興を進める人類の前に、地底で密かに繁殖を進めていた巨大生物の群れが再び姿を現す。それに対抗するのは、フォーリナーのテクノロジーを糧に更なる強化を遂げたEDFだった。その中にはかつての英雄を部隊名とする「ストームチーム」の存在があった。

## 兵科
プレイヤーは4種類の兵科からひとつを自由に選択してミッションに臨む。今作から装備するアーマーの色は細かく変更できるようになった。
レンジャー
EDF陸戦部隊の主戦力である特戦歩兵。150種を超える多種多様な武器の操作技術を身につけた戦闘のエキスパートで、あらゆる局面に対応することが出来る。過去作に登場した陸戦兵の特徴を継ぐ兵科。
EDF4.1では回避行動で柵や車などの小さな障害物を破壊可能になり、回復アイテムを取得した際に指揮下に入れている兵士も回復できるようになった。
ウイングダイバー
飛行用ウイングを装備し、立体的な空中機動戦闘を行う降下翼兵。過去作に登場したペイルウイングを継ぐ兵科。
フォーリナー再来に備えて結成された女性のみで構成される特殊部隊で、フォーリナーのテクノロジーを積極的に取り入れ開発されたプラズマジェネレーターをエネルギー源とした強力な武器を装備しており、巨大生物殲滅の切り札とされている。プラズマジェネレーターの「エナジーゲージ」がゲーム画面に表示されており、飛行や攻撃へのチャージで消耗していく。ゼロになると緊急チャージへ移行し、最大値まで素早く回復するが、その間は一切の飛行や武器へのチャージができない。
EDF4.1ではダウン時にエネルギーを消費して素早く復帰できるようになった。
エアレイダー
本作から参戦した新たな兵科。戦場の司令塔とでも言える存在で、空爆や搭乗兵器の投下を要請できる空爆誘導兵。
フルフェイスのヘルメットとオリーブカラーのアーマースーツを身につけている。地上から味方の航空部隊や迫撃砲、巡航ミサイルなどの攻撃を誘導することが任務であり、指示した目標へ支援攻撃が行われる。また、各種ビークルの投下要請や味方兵士のロックオンの支援、セントリーガンや味方兵士を支援するサポートユニットを設置することも可能なほか、爆発物の扱いにも長けている。空爆やビークル投下を再度要請するには、自身や味方兵士が敵を倒せば貯まる「功績」が必要となる。
EDF4.1では新ビークルが要請できるようになったほか、各種ビークルにレーザーサイトが取りつけられた。
フェンサー
本作から参戦した新たな兵科。パワーフレームを搭載した漆黒のパワードスーツに身を固めた二刀装甲兵。
出現が予想されていた個別兵器レベルでの防御スクリーンを突破するために新たに編成された部隊であり、パワーフレームの恩恵を受け、他の兵科が携行できない大型武装を右腕と左腕に個別に各2種、合計4種も装備でき、同時使用または連続使用が可能。武装として、携行型のガトリング砲や大口径ハンドキャノン、大型ミサイルランチャー、高圧プラズマを放つパイルバンカー、超振動波発生装置を備えた大型ハンマー、フォーリナーの科学技術を応用して作られた物理反転フィールドを発生できる装置「ディフレクター」を内蔵した特殊合金製のシールドなどが存在する。
重武装ゆえ動きが鈍重だが、武装の多くにそれを補う追加装備が付随し、パワーフレームの背部に装着されたサイドスラスターを使った「スラスターダッシュ」や、ジャンプブースターを使った「ブーストジャンプ」といった特殊移動が装備使用ボタンで行える。
EDF4.1では接触するだけで柵や車など小さな障害物を破壊可能になった。また、ダウンして壁や地面に叩きつけられた瞬間にスラスターダッシュやブーストジャンプすることで素早いダウン復帰が可能となった。

## 連合地球軍（EDF）
地球外生命体の存在を知った人類が2015年に設立した組織。英略称はEDF（Earth Defense Force）。
各兵科の兵士のみで構成された「レンジャーチーム」、「ウイングダイバーチーム」、「フェンサーチーム」などが存在する。また、レンジャーの精鋭部隊「オメガチーム」や、ウイングダイバーの精鋭部隊「ペイルチーム」も登場している。それらの部隊を更に小分けした分隊を、所属部隊と部隊番号を組み合わせた名称で呼称している。

### キャラクター
主人公
声 - 鈴村健一、喜多村英梨、早志勇紀
ストームチームに所属する兵士。作中ではプレイ人数に関わらず「ストームチーム」と呼称される。
バックボーンが直接語られることは無いが、最終ミッションでは他のチームが「英雄と共に戦えて光栄です」「再び共に戦える時を待っていた。8年前のあの日のように」などと発言しており、その正体は前作の主人公であるストームリーダーであることが示唆されている。
作戦指令本部
声 - 田中完
前作より引き続き登場。主人公たちを指揮する作戦本部。登場は無線のみで劇中では姿を見せず所在地も不明。敵の分析情報や世界各地の戦況なども彼らから伝えられる。7年前のフォーリナーとの戦争の経験があるためか、本作では部隊が危機的状況では撤退を命令する場面もあり、空軍や海軍と連携を取るなど場当たり的な指令も少なくなっている。また、前作よりも情のある言動が多く、戦況が悪化していく後半では隊員達を励ますことも少なくない。
戦術士官
声 - 甲斐田裕子
司令官と共に戦況を報告する。前作でも同様の役割のオペレーターが居たが、声が違う。ブリーフィング画面での説明も担当。戦況が悪化しても殆ど取り乱す事なく冷静に情報分析を続ける一方で、劣勢に次ぐ劣勢で友軍との連絡が取れなくなった状況でも「全滅した」ではなく敢えて「電波妨害を受けているから」と告げるなど、隊員達の士気を徒に削ぐ事はしない面も。
オペレーター
声 - 小清水亜美
本部のオペレーター。他二人と違って感情の起伏が激しく、人類が追い詰められていくにつれて泣き言が多くなっていき、弱音を吐いたり職務を放棄して泣き叫ぶなどで隊員達の絶望感を煽ってしまう。
オハラ博士
声 - 小形満
フォーリナーの研究者。当初は自信のある発言をしていたが、敵の強大さを目の当たりにする事で後ろ向きな態度が目立つようになっていく。終盤にはアースイーターを統括するブレインが存在するという仮説を提唱し、自らブレインを発見して説の正しさを証明するが直後にフォーリナーに襲われ、人類の勝利を確信する言葉を残して生死不明となる。
ストームリーダー（ストーム1）

前作『3』の主人公であり、ストームチーム傘下の小隊「ストーム1」の小隊長。2017年の戦いで人類を勝利へと導いた英雄で、前作の最終決戦で攻撃部隊が壊滅状態に陥る中、単身マザーシップに立ち向かい、これを撃墜したが、公式にはマザーシップの墜落に巻き込まれて消息不明とされている。しかし「実は生還しており、再びストームチームに参加している」という噂も囁かれており、最終ミッションでは今作の主人公こそがストームリーダーであったことが示唆される。

### 組織・部隊
総司令部
劇中では名称のみの登場で、姿や所属する人員は不明。本部とは別の存在である。衛星兵器ノートゥングは本来、総司令部の許可がなくては使用不可能である。なお、前作では北米に所在するとされている。
ポーターズ
エアレイダーによる輸送要請を受け、ビークルを戦場へと空輸する輸送部隊。
スカウトチーム
前作にも登場した軽武装の偵察隊。「UNKNOWN（未確認物体）」の映像を収集後、全滅した部隊があるとも語られている。
砲兵隊
榴弾砲やカノン砲、迫撃砲を装備した後方支援部隊。エアレイダーによる要請を受けて砲撃支援を行う。
空軍
前作では名称のみ登場したEDFの航空戦力。登場する部隊は「桐川航空基地」を拠点としている。ミッションによっては空爆を展開しストームチームを援護してくれる。敵の飛行ドローンが飛来している危険な時でさえ、地上部隊を援護するために飛来する。
海軍
EDFの海上戦力。主に要塞空母デスピナからの巡航ミサイル発射や航空戦力の収容を行う。
通信から第16艦隊まであることが確認できる。

### 搭乗兵器
エアレイダーが投下要請可能なビークル。レンジャーとエアレイダーは、ビークルの操縦席にもガンナー席にも搭乗可能だが、ウイングダイバーとフェンサーが搭乗できるのはガンナー席のみ。ただしEDF4.1では例外としてエアレイダーの要請とは別にミッション中に司令官の命令で投下される歩行要塞バラムにはウイングダイバーやフェンサーで操縦席への搭乗可能。本作ではビークルにもバリエーションが存在し、上位のものほど武装や耐久性が強力になる。
SDL1
2輪バイクに取り付けられた戦闘サイドカー。『地球防衛軍3』に登場したエアバイク「SDL2」が、機動性は高いものの耐久性に難があったことを受け、あえて旧式な2輪バイクを再設計して運用している。2人乗りで、サイドカー部分に対巨大生物用の機関銃1門を装備している。飛ぶことのできたSDL2と違い通常のバイクのように扱うことが求められ、エアバイクに比べ操作性が低いのが欠点。
初期型の他にドリフト用に転用された欠陥品「バッドカスタム」、「タイプR」「タイプZ」「バーストターボ」が存在する。
『地球防衛軍4.1』では地下でも使用可能になり、一度の功績で2台（バッドカスタムのみ3台）まで輸送要請が可能になった。地下使用では大型ライトで前方を照らす。
キャリバン装甲救護車両
歩兵の支援を目的とする一種の装軌式装甲兵員輸送車。直接攻撃に耐えうる強固な装甲を生かし、前線の兵士に武器弾薬を供給する簡易基地として運用されている他、内部に収容した歩兵を治療する医療装置を有している。最大4名が搭乗可能な他、車体後部に歩兵用の武器弾薬を搭載している。ただし、固定武装は持たず、医療装置の使用回数にも限りがある。
バリエーションは初期型の他、「CS」「M2」「ターボ」「M3」「Sターボ」があり、上位のものほど耐久力と医療装置の使用回数が増加されていき、地形踏破能力も向上する。
武装装甲車両グレイプ
8輪の歩兵戦闘車。主任務は兵員の輸送であり、最大で4名の兵員を搭乗させることが可能。速度が速く、高威力な主砲塔や高い耐久性を有しており、対巨大生物戦闘もこなすことができる。
バリエーションは初期型の他に「AP1」「M2」「RA」「AP2」「M9」「RZ」が存在。また、初期型ととM9は榴弾砲、RAAP1とAP2は主砲、とRZは軽速射砲を装備している。
ネグリング自走ロケット砲
10連装のロケット砲を搭載している装軌式自走ロケット弾発射機。高性能な誘導能力とロックオン機能を持つロケット弾を装備しており、広範囲に対して効果を発揮する。その半面、近距離への攻撃手段を持っていないため、戦闘は遠距離戦闘に徹することとなる。乗員は1名。
バリエーションは初期型の他に「XM」「D1」「M3」「XEM」が存在。また、XMとXEMは収束誘導ロケット砲を、D1とM3は誘導ロケット砲を装備している。
イプシロン装甲レールガン
新兵器である電磁投射砲を戦場へ運搬するための装軌式自走砲。電磁投射砲の運搬を第一に設計されたため、車体のパワーはあるが小回りが利かない。主兵装は旋回砲塔に装備されている電磁投射砲であり、凄まじい威力を持つが発射後の反動が大きいという欠点もある。この他、電磁投射砲の隙をカバーするため、砲塔の両脇に計2門の重機関銃を装備している。乗員は3名。
バリエーションは通常のレールガンを装備した初期型と「D」、メナス電磁投射砲を装備した「ME」「ME2」、メナス4Dバーストを装備した「MD4」、ブラストメナス電磁投射砲を装備した「イプシロン装甲ブラストレールガン」と「イプシロン装甲ブラストレールガンE」が存在する。
E551ギガンテス
主砲による遠距離・広範囲への攻撃能力と強固な装甲を有する主力戦車。乗員は1名。形状は実在するM1エイブラムスに酷似している。『地球防衛軍3』にも登場しており、『3』の物と比較すると、主砲が120mm曲射砲から変更され、塗装がサンドイエローから都市迷彩になっている。
バリエーションは初期型の他、「D」「D2」「J」「JSカスタム」「J2」「J3」「G」「GSカスタム」「RG1」「RG2」「ZSカスタム」「ZA」があり、初期型からJまでは105mm砲、J2とJ3は120mm榴弾砲、GとRG1、RG2は130mm榴弾砲、JSカスタムとGSカスタムはそれぞれ115mmと125mmの長距離榴弾砲（曲射することがない）を、ZSカスタムは135mm榴弾砲を、ZAは140mm榴弾砲を装備している。
また、短射程のメルトガンを装備した「メルトバスター」というタイプも存在する。
E651タイタン
全長25mに及ぶ巨体を持つ大型戦闘車両。巨大生物殲滅を目的として開発された一種の多砲塔戦車で、その強力な武装と、巨大生物の酸にも耐えうる圧倒的な装甲から“動く要塞”とも形容される。しかし、その反面移動速度は遅い。武装として、主砲塔に艦載砲を短砲身化し転用した「レクイエム砲」を1門、主砲塔上部に装備された副砲塔2基に榴弾砲を1門ずつ、操縦席に機関銃を1門、車体側面にグレネード射出器を装備している。乗員は3名。『EDF: IA』のTANK（EDF戦車）に類似した形状である。
バリエーションとして初期型の他に「M2」と「M3」が存在し、M2とM3では榴弾砲が滑腔砲に、グレネード射出器がミサイルランチャーに強化されている。
EF24バゼラート
EDFが開発した攻撃ヘリコプター。乗員は1名。『3』に登場した「2017年型」の改良型であり、2017年型の欠点であった巨大生物の酸に対する脆弱性を解消すべく、改良強化が行われている。武装はスタブウィングに装備された2門の機銃とミサイルであり、このうちミサイルには新たにロックオン機能が付与されている。
バリエーションとして通常型の他に、機銃の代わりにレーザー砲を装備した「バルチャー」シリーズと、ミサイルの代わりに連装ナパーム砲を装備した「ブレイズ」、機銃の代わりに機関砲を装備した「パワード」が存在。また、バルチャーシリーズの「バルチャー」「バルチャー2」「バルチャーF」のうち、バルチャーFはミサイルを連装ナパーム砲に換装している。
EF31ネレイド
対巨大生物戦闘におけるバゼラードの戦果が乏しかったことを受け、新たに開発された新型戦闘ヘリコプター。乗員は1名。バゼラートより優秀な対地攻撃性能を有しており、デザインもバゼラードよりも近未来的な物になっている。2023年ロールアウト。武装として機首に自動補足オートキャノン、スタブウィング下にロケット弾を装備している。
バリエーションとして「2」「S」「エンジェル」の他、オートキャノンを対地自動補足ブレイズガンに、ロケット弾を無誘導爆弾に換装した「ファイアーネレイド」も存在している。
HU04ブルート
兵員輸送を主任務とする大型ヘリコプター。ヘリの中では最高レベルの装甲を有しており、形状や性格はUH-60などに近い。乗員は3名。乗降時の兵員の安全を確保するため、機体の左右にドアガンとして計2門の強力なヘビーオートキャノン「ドーントレス重機関砲」を装備しているが、銃座の構造上、機体下部方向への射撃が困難という欠点がある。
バリエーションとして初期型の他に、ヘビーフレイムガンを装備した「ヘルフレイム」、ピットブル速射砲を装備した「D7」、ドーントレスSA重機関砲2門を装備した「SA9」が存在している。
BM03ベガルタ
二足歩行型の人型バトルマシン。乗員は1名。『3』に登場したバトルマシン「ベガルタ」の発展型で、形状がより洗練された物になっており、ベガルタでは剥き出しだったコックピットも装甲で覆われている。また、脚部のスラスターによってベガルタと同様に短時間の飛行が可能。用途によってカスタマイズされたサブタイプが複数存在している。
初期汎用型
汎用装備を施した初期タイプで、最も一般的なもの。武装はリボルバーカノンとロケット砲。バリエーションとして初期型の他に、単純な強化型の「D」、ミサイルポッドが追加された「A1」と「A2」、ミサイルポッドの他にコンバットバーナーとショルダーハウィツァー（榴弾砲）を装備した「AW4」がある。
接近戦闘特化型
接近戦における敵殲滅能力を重視したタイプで、高い機動性を有している。武装として両腕にコンバットバーナー、両肩に貫通鉄鋼散弾を用いる散弾砲をそれぞれ2門ずつ装備している。バリエーションとして、「ファイアーウォーリア」「ファイヤーゴースト」「ファイアナイト」「ファイアロード」が存在する。
重武装型
砲撃戦向けに火力を重視したタイプであり、ホバリング能力を強化した代わりに機動性が低いという欠点がある。バリエーションとしてショルダーハウィツァーと敵を貫通するヘビーリボルバーカノンを2門ずつ装備した「ヘビーキャノン」、拡散榴弾砲とリボルバーロケットカノンを2門ずつ装備した「バスターアームズ」と「バスターロード」がある。
ベガルタ ゴールドコート
レーダー波を反射する金色の塗料でコーティングされたタイプで、ごく少数が生産された。しかし、フォーリナーに対する効果は皆無に等しく、その機体色から主に指揮官機や式典用機として運用されている。武装はコンバットバーナー2基。
初回封入特典としてプロダクトコードが封入された。
この他、高速目標向けにミサイルポッドとリボルバーカノンを2門ずつ有する「ミサイルガン」、上半身旋回速度を高め高弾速化した新型リボルバーカノンとミサイルポッドを2門ずつ有する「リボルバーカスタム」、汎用型を純粋に強化し、リボルバーカノン、バーナー、新型榴弾砲、ミサイルを装備した最終発展型「AX」が存在している。
BMX10プロテウス
「歩く要塞」とも形容される巨大人型バトルマシン。移動速度は遅いが、両腕にバスターカノン計2門、胴体に6連装のミサイルランチャー2基といった大型の武装を有し、特殊装甲板によって戦車を上回る耐久性を獲得している。乗員は4名だが、操縦者はエアレイダーとレンジャーに限られている。バリエーションとして初期型の他に、高機動型の「バースト」と強化型の「ガンマ」が存在している。
ベガルタM2
ベガルタ系列のバトルマシン。名称のみ登場。BM03のバリエーションか、別系統の機体であるかは不明である。本機を装備した部隊がシールドベアラーと交戦し、壊滅した。
この他のベガルタ系列の機体として、前作のベガルタ（BM01とされる）とBM03の中間に位置する「BM02」という機体の存在が説明書で語られている。
移動要塞X4
EDFの切り札とも言える兵器で、四足歩行要塞と同等以上の戦力を有している模様だが、アルゴによって撃破された。名称のみ登場。
歩行要塞バラム
EDF4.1で新たに登場した歩行要塞。本作で操縦するA型は前述の移動要塞X4のスモールタイプであるが、全高は50mを超える。人型となったことで、あらゆる地形での戦闘が可能となった。巨大生物殲滅作戦において、移動拠点として運用されるはずだったが、諸々の問題から計画は中断し、武装の搭載がおこなわれないまま放置されていた。しかし怪生物エルギヌスの侵攻を阻止するため、未完成ながら急遽作戦投入が決定し、あわただしく武装が搭載され、戦地へと送られることとなった。そのため、殴る・踏むといった攻撃手段しかできない。後に、中距離攻撃を可能とした後期モデルも存在する。
デプスクロウラー
EDF4.1で新たに登場した地底戦闘用の歩行タンク。4つのフックアームを持ち、這うように進むため、悪路だけでなく壁面すら自在に走行できる。フックアームを使って跳躍し、天井や壁面に飛び移るといった立体的な行動ができる。そのため、地上でも高い性能を発揮する。地底での活動に必要な大型ライトを積んでおり、広範囲を照らすことができる。

### 支援兵器
輸送ヘリ ヒドラ
輸送部隊「ポーターズ」が運用する大型輸送ヘリコプター。エアレイダーの指示に従い、前線にビークルを空輸する。プレイヤーは操作不可能。主翼の両端にローターが位置するサイドバイサイドローター方式の機体で、機体下部にビークルを搭載したコンテナを懸架している。
大型攻撃機 ホエール
戦域上空を旋回している空軍の支援攻撃機。「空飛ぶ要塞」とも呼ばれており、エアレイダーによる目標指示で対地攻撃を行う。プレイヤーは操縦不可能。ロケット弾や巡航ミサイルの他に150mm砲や120mm砲、105mm砲や30mmバルカン砲などを搭載している。パイロットの声を演じるのは高橋英則。
戦術爆撃機 カロン
空軍の戦術爆撃機。作戦に従い爆撃を行う他、エアレイダーによる目標指示で対地攻撃を行う。プレイヤーは操縦不可能。全翼機であり、武装として爆弾と機銃を装備。同種の機体に「制圧攻撃機アルテミス」がある。パイロットの声を演じるのは松尾大亮。
戦術爆撃機 ミッドナイト
空軍の攻撃機。カロンと同様にエアレイダーによる目標指示で対地攻撃を行う。プレイヤーは操縦不可能。カロンと異なる点として、クラスター弾や新型貫通弾「グラインドバスター」を装備している事が挙げられる。パイロットの声を演じるのは酒巻光宏。
ファイター
空軍が保有する戦闘機。名称のみ登場。飛行ドローンとの対等な戦闘が可能であり、『3』に登場したEJ24戦闘機よりは強力な機体であると思われる。
要塞空母 デスピナ
海軍が保有する全長1,400mの巨大航空母艦で、EDF最大の海上戦力。プレイヤーは操縦不可能。空軍機を艦載している他、装備された巡航ミサイルによる高い個艦火力も併せ持っており、これらを用いてストームチームへの支援攻撃を行う。桐川航空基地が壊滅状態に陥ったときは、残存部隊の収容・補修を行い、地上部隊の支援を行った。司令官の声を演じるのは楠見尚己。
サブマリン
海軍が保有する潜水艦。名称のみ登場。巡航ミサイルを装備している。
リニアキャノン
赤道上に配備されている長距離攻撃用の砲台。名称のみ登場。マザーシップに対して使用され、一隻を撃沈したが、その後は防御スクリーンによって無効化された。
テンペスト
長距離攻撃用の超音速ミサイル。編隊規模で運用されている。リニアキャノンと並行してマザーシップに対して使用され、一隻を撃沈、二隻を中破させたが、リニアキャノンと同様に防御スクリーンによって無効化された。また、エアレイダーによる目標指示によって支援射撃として発射される事もある。
バリエーションとして「A1」「A2」「S1A」が存在する。
衛星軌道兵器ノートゥング
軌道上を周回する攻撃衛星。サテライトブラスターやスプライトウォールなどの各種兵器を搭載しており、エアレイダーによる目標指示で対地攻撃を行う。プレイヤーは操縦不可能。なお、本来は総司令部の許可がなければ運用できないが、ストームチームからの要請を謎の女性科学者（声：遠藤綾）が独断で承認し、ハッキングによる不正アクセスによって強引に使用している。

## フォーリナー
2017年に初めて地球に襲来した地球外生命体。その侵略目的などは一切不明。特に記述が無い個体は『地球防衛軍3』にも登場している。

### 巨大生物
甲殻巨大生物
巨大なアリのような姿を持つ巨大生物。群れで登場し、アゴによる噛みつきや腹部からの酸の噴射などで攻撃してくる。噛みつきの仕様が過去作から変更され、本作では突進して捕食するようになった。
赤色巨大生物
甲殻巨大生物の亜種。赤い体色を持ち、攻防全ての能力が通常の甲殻巨大生物を凌駕している。酸噴射はせず、噛みつき攻撃のみ行う。
クイーン
地下の巣穴の最深部に生息する「巨大生物の女王」。通常の甲殻巨大生物の数十倍の巨体を持ち、背中には羽を有している。強酸性の体液を大量に噴射して攻撃を行う。
戦甲変異種
『2』や 『4』のミッションパック、『地球防衛軍4.1』で登場する甲殻巨大生物の変異体。黄金に輝く体色を持ち、攻防全ての能力が通常の巨大甲殻虫を凌駕している。『4』のミッションパックや『地球防衛軍4.1』ではクイーンの戦甲変異種も登場する。
赤装変異種
『地球防衛軍4.1』で新たに登場する、赤色巨大生物の変異体。
強食変異種
『地球防衛軍4.1』のミッションパックに登場する変異体。緑色の体色を持ち、甲殻巨大生物より防御力が劣るが移動速度は凌駕し、大群で出現する。
強食幼兵種
『地球防衛軍4.1』のミッションパックに登場する変異体。強食変異種より小さく、やや白みがかった体色を持つ。赤色巨大生物と同じく噛みつき攻撃しか行わないが、すぐに放り投げる点が異なる。
蜘蛛型巨大生物
巨大なクモのような姿を持つ巨大生物。臀部から強靭な糸を噴射し、人間をからめ取って体力を奪い、行動不能に陥らせてしまう。また、機動性も高い。
超巨大蜘蛛型生物
通常の蜘蛛型巨大生物を遥かに上回る、怪獣の如き巨体を持つ「巨大生物の王」。蜘蛛型巨大生物を遥かに上回る量の糸を用いて攻撃を行う。
鋼体変異種
『2』や『4』のミッションパック、『地球防衛軍4.1』で登場する、蜘蛛型巨大生物の変異体。銃弾を弾く銀色に輝く体色を持つ。
レタリウス
巨大なジョロウグモのような姿を持つ巨大生物。ビルの谷間に巨大な巣を作っており、獲物がかかるのを待ち構えている。遠距離からでは長大な射程の糸を飛ばし、糸に捕まったプレイヤー、またはNPCを巣に引き寄せる（糸を吐いたレタリウスを倒すと、糸は消滅する）。その性質上、ウイングダイバーに対しては大きな脅威となる。本作が初登場。
ヴァリアント・レタリウス
『地球防衛軍4.1』のミッションパックに登場する亜種。紫色の体色を持ち、糸の攻撃能力が向上しているが攻撃と受けるとすぐに拘束を開放してしまう。
飛行型巨大生物
巨大なスズメバチのような姿を持つ巨大生物。その飛行能力はウイングダイバーを上回るほどであり、大群で行動する。武器は胴体の最後部から投射する針。
デスクイーン
飛行型巨大生物の女王。巣の奥深くに生息する「超巨大飛行型生物」。その大きさは通常種をはるかに凌ぐ更なる巨体で、超巨大針をショットガンのように乱射してくる。
飛行変異種
『地球防衛軍4.1』で新たに登場する、飛行型巨大生物の変異体。
ドラゴン
当初、新たなトカゲ型の巨大生物と報告されていた新種の巨大生物。巨大な翼を有し火を噴く姿からドラゴンと呼ばれる。本作が初登場。性質は凶暴で、高い繁殖能力を持つ。前脚と一体化した強靭な翼を有しており、100体ほどの規模の群れを作り、高高度を飛行して行動する。武器は強力な顎と口から吐く火炎弾。単体で戦闘機すら凌ぐ戦闘能力と言われている。 
グレーター・ワイルド・ドラゴン
ドラゴンの超大型種。本作におけるフォーリナーの巨大生物の中でも最強を誇る。
黄体竜
『地球防衛軍4.1』で新たに登場する、やや小型で黄色味がかったドラゴンの変異体。通常のドラゴンよりも、飛行を主とした行動をとることが特徴。
赤鋼竜
『4』のミッションパックや『地球防衛軍4.1』で新たに登場する、大型で赤色の体を持つドラゴンの変異体。通常のドラゴンよりも硬質の鱗を纏っているため、耐久力が上昇している。
怪生物エルギヌス
『地球防衛軍4.1』で新たに登場。深海から出現した謎の生命体で、フォーリナーが宇宙から持ち込んだ生命体という説が有力だが、その正確な正体はわかっていない。
巨大な両腕や鋭い爪による攻撃や太い尾を振り回しての強烈な打撃攻撃、巨体を活かした体当たり攻撃や強力な怪光線でEDFを苦しめる。

### ロボット兵器
飛行ドローン
フォーリナーの航空戦力の主力を担う飛行物体。半永久的に人間を攻撃する無人の自動兵器であり、高い飛行性能を有している。なお、『3』での名称「ガンシップ」は、本作では通称となっている。
新型レッドカラー
飛行ドローンの上位機種で、『3』に登場したレッドカラーの強化型。その名の通り赤色の機体を持ち、飛行ドローンと比較すると速度と耐久力に優れている。
飛行ビークル
飛行ドローンの発展型、或いは後継機と思われる新型の飛行物体。機体の両脇に青い翼状の部位がある。強力なレーザーで武装しており、大群を組んで行動する。本作が初登場。なお、『地球防衛軍3 PORTABLE』に登場した「新型ガンシップ」とは別物である。 
新型飛行ビークル
『4.1』のミッションパックに登場する強化タイプ。紫色のカラーリングで耐久力が大幅に向上している。
ヘクトル
高い攻撃力を有する大型の人型二足歩行兵器。戦況に応じてマシンガン・クラスター弾・プラズマ砲など、武装の異なるバリエージョン機が確認されている。
新型ヘクトル
ヘクトルの発展機。センサーの発光色が緑に変化。また相転移装甲を有し、機体に青色の電磁防壁を展開することで、通常のヘクトルを上回る装甲を持つ。右腕部にフォースシールドを装備したものなど武装の異なるバリエージョン機が数機種存在する。電磁防壁を展開している影響で機体色がヘクトルとは異なるが、活動停止に追い込むと通常の機体と同じ色に戻る。本作が初登場。
シールドベアラー
大型の三脚歩行兵器。外部からの攻撃を遮断する防御スクリーン発生装置を運搬するための兵器で、動きは鈍く、武装も装備していない模様。外部からの攻撃には絶対的な防御を誇るが、フォーリナー側は防御スクリーン内からの攻撃が可能である。『2』にも同名の円盤が登場しているが、性質などが異なるため、実質的には本作が初登場となる。
ディロイ
消息を絶ったスカウトチームの映像記録に残されていた、フォーリナーの新型超巨大兵器。当初「UNKNOWN（未確認物体）」とされていたが、全容判明後、本部により「ディロイ」と命名された。長い3本の足で歩行し、プラズマ砲とレーザー砲台で攻撃するが、接近すると足の先端の突起で直接攻撃してくる。『2』に登場した同名の兵器とおおむね同様だが、本作では隕石による投下ではなく輸送船などから投下され、デザインも飛行ドローンのような銀色に輝くものに変更されている。また、レーザー砲台は足の各所に複数搭載され、その部分だけ破壊することも可能になっている。
キャリアー
母艦の役割を担う大型円盤。戦闘力は有していないが、強固な装甲を持ち、底部のハッチから巨大生物やヘクトルなどを降下させてくる。
大型輸送船
キャリアーや四足歩行要塞をも上回る巨躯を持つ超巨大円盤。戦局を一変させるほどの量の巨大生物を搭載しているだけではなく、ジャンプ機能を用いた空間跳躍も可能。また、宇宙空間での長距離航行も行える他、流線形に近い移動形態から投下形態への変形も可能な模様である。本作が初登場。
四足歩行要塞
キャリアーを超える全長200mもの巨体を持つ超巨大四足歩行兵器。通称「四足（よつあし）」。背部の巨大プラズマ砲や前面と側面のフォースフィールドなど、攻守ともに強力な装備を有するばかりか、巨大生物、ガンシップ、ヘクトルなどを投下してくる。
アルゴ
フォーリナーの全長300mにもなる超巨大戦艦。通称「巨神船」。本作が初登場。四足歩行要塞を2隻も破壊したEDFの切り札であった「移動要塞X4」すら容易く撃沈させたと報告されている。主砲のプラズマ砲や、プラズマガン、レーザーバルカンと多数の兵器を配備。反重力飛行のエネルギーを破壊兵器に全て費やす、超巨大人型兵器への変形機構まで有する。
マザーシップ
球形のフォーリナーの超巨大母船。全体がシールドで覆われており、主砲のジェノサイド砲を始め、パネル型プラズマ砲台や柱型ビーム砲塔などの多数の兵装を内蔵している他、ヘクトルや四足歩行要塞の母艦としても機能している。弱点はエネルギー源である大気を吸収する際、シールドが解除される本体下部の大気吸収口。
前作『3』では最終ボスとして登場し、ストームリーダーの活躍で撃墜されたが、本作では巨大生物の再出現に呼応するように10隻が地球に飛来した。また、パッケージイラストにも4隻のマザーシップが描かれている。
アースイーター
マザーシップ撃墜後に出現する、本作品の最終ボス。「星喰らい」とも呼ばれる。本作が初登場。
無数の六角形の超巨大ブロックで構成され、その集合体は地球全域を覆い尽くすほどの惑星規模に達する。
大型ビーム砲やレーザー砲、ジェノサイド砲などの多種多様の攻撃手段を持つ他、飛行ビークルやディロイを搭載している。また、ブレインへのダメージが蓄積すると、火力とブレインの防御機能が更に増した、EDFに“親衛隊”と揶揄される「最終防衛形態」が登場する。
ブレインが更なる致命的ダメージを受けると、ブレインの防御すら止め、すべての力をストームチーム殲滅に注いだ、禍々しい形状の「最終攻撃形態」がブレインにより召喚される。
ブレイン
アースイーターを統制する中枢。本作品の真の最終ボス。
無数のアースイーターを従えており、それらを遠隔操作して攻撃を行うが、ブレイン自体は攻撃手段を有していない。ブレインを破壊されると、地球を覆うすべてのアースイーターは、連動して活動を停止し爆散する。しかし、アースイーターによる攻撃は苛烈、防衛は堅牢であり、ブレインへの攻撃は困難を極める。

## 不具合
PS3版には、開発側が意図していない不具合・挙動がいくつか確認されている（フリーズバグやオンラインプレイで強制終了するなど）。
そのことについて公式ホームページに、謝罪文と共に修正プログラムの近日中の配信の確約が記載され、後に修正パッチが配信された。

## ダウンロードコンテンツ
地球防衛軍4では追加武器と3種の追加ミッションパックが配信された。2013年7月31日までの間、4種類の武器が無料配信された。初回封入特典として「ベガルタ ゴールドコート」のプロダクトコードが付属した。店舗特典としてGEOでPS3版を購入した場合、およびAmazonでXbox 360版を購入した場合には「リフレクトロン・レーザー」が付属する。また、D3P WEB SHOPで購入した場合は2種の「ピュアデコイ・ランチャー」が付属する。2013年8月28日より5種のミッションからなる『追加ミッションパック1』、2013年10月31日より20種のミッションからなる『追加ミッションパック2「アイアンウォール作戦」』、2013年11月28日より同じく20種のミッションからなる『追加ミッションパック3「絶望の先へ」』が配信された。
地球防衛軍4.1では追加武器と2種類の追加ミッションパックが配信された。PS4版では初回封入特典として「デプス・クロウラー ゴールドコート」が付属した。店舗特典として、Amazonで購入した場合は「ヴァラトル・ナパーム改」、GEOで購入した場合は「リフレクトロン・レーザー改」、Joshinで購入した場合は「スティング・ショット」が付属する。D3P WEB SHOPで購入した場合は「ピュアデコイ・セット」もしくは「ギガンテス イタ戦車セット」を選択可能である。発売から2015年4月16日までの間、5種の武器が無料配信され、その後有料配信された。また別に1種の武器が有料配信された。発売前に発刊された週刊ファミ通2015年4月16日号と電撃PlayStation Vol.587にそれぞれ付属していた武器が2015年5月21日より有料配信された。2015年7月1日より26種のミッションからなる『特別任務 追加ミッションパック1 ～変異の刻～』、2015年7月30日より23種のミッションからなる『最終任務 追加ミッションパック2 ～極限の地平～』が配信された。Steam版では発売と同時に追加装備はすべて有料配信された。2016年8月9日から追加ミッションパック1、2016年8月23日から追加ミッション2が配信されている。
地球防衛軍4.1 for Nintendo Switchでは既存のEDF4.1と同じく店舗特典やDLCが設定された。早期購入特典として「デプス・クロウラー ゴールドコート」が付属する。店舗特典としてD3P WEB SHOPで購入した場合、レンジャーとエアレイダー専用武器「ピュアデコイランチャー」10種セット、エアレイダー用ビークル「ギガンテス DCC-Zeroマーキング」、「ギガンテス DCC-Gogo.マーキング」が付属。Amazonで購入した場合「ヴァラトル・ナパーム改」、GEOで購入した場合「リフレクトロン・レーザー改」、Joshinで購入した場合は「スティング・ショット」が付属する。その他のDLC武器は発売と同時に配信され、追加ミッションパック1は2023年1月26日、追加ミッションパック2は2023年2月16日に配信される予定。これらのDLCは配信開始から半年間無料となるキャンペーンを実施している。

## コラボレーション
地球防衛軍4.1の発売に先行する形でゲーム『アニマル×モンスター』（アニモン）においてコラボイベントが実施された。2015年4月1日から4月13日の期間に渡りイベントが実施され、巨大生物やエルギヌスなどがターゲットとして登場し、歩行要塞バラムやレンジャー、ウイングダイバーなどのEDF隊員の姿に扮したアニモンのキャラクターたちがレアスロガチャに登場した。

## 地球防衛軍4.1 WINGDIVER THE SHOOTER
EDF4.1で描かれるマザーシップ撃墜作戦の裏で戦っていたペイルチームの戦いを描いたスピンアウト作品。ゲームジャンルは縦スクロール型3Dシューティング。ダウンロード専用として配信された。
全6ステージで、難易度は5段階+裏ステージからなる。EDF4.1に登場する武器や本作オリジナル武器を合わせて手に入る武器の種類は60種類を超える。オンラインスコアランキングに対応。
2019年6月25日には無料アップデートにより、60個のショートミッションからなる「トレーニングモード」が実装された。また、新しい敵や武器も追加された。

### ストーリー
EDFはウイングダイバー用の新型飛行ユニットを開発していた。従来の飛行ユニットに比べ、飛行の継続性を重視して開発されたもので、地上に落下することなく緊急チャージを可能にするものだった。ペイルチームの一部隊員によって新型飛行ユニットのテストが最終段階に入りつつあった日、マザーシップ撃墜作戦が始まった。ほとんどの部隊がマザーシップ撃墜作戦に参加している中で、作戦の裏をかくように巨大生物の大部隊が出現した。EDFはわずかな残存戦力を巨大生物の駆除へ割くしかなく、テスト飛行中のペイルチームも戦いに臨んでいく。

## TAP WARS: 地球防衛軍4.1
エスカドラがディースリー・パブリッシャーからEDF4.1のライセンスを取得して制作・配信した基本無料アプリゲーム。2019年9月20日にサービス終了。
自動で攻撃するプレイヤーユニットおよび味方ユニットと、敵ユニットが攻撃しあい、プレイヤーは画面をタップすることでプレイヤーユニットの攻撃速度を速めることができる。条件を満たしていくことで攻撃力や味方ユニットを増やしたり、支援要請をすることができる。最初こそ敵と味方ともに攻撃力や体力の数値は乏しいが、次第に凄まじい数値へとインフレしていく。EDF4.1と同じく98ステージからなり、配置される敵もEDF4.1のステージに従う。

## 小説「地球防衛軍 ラムダチームの戦い」
2018年2月17日にポニーキャニオンより発刊。著者は真米栄吉。
EDF4とEDF4.1の設定を基に本作独自の設定を加味している。レンジャーの矢風進護、ウイングダイバーの青羽香苗、エアレイダーの天見航一、フェンサーの蔵立研次郎らの戦いを描く。